# Metaphryniscus sosai
Metaphryniscus sosai is een kikker uit de familie padden (Bufonidae). De soort werd voor het eerst wetenschappelijk beschreven door Josefa Celsa Señaris, Jose Ayarzagüena en Stefan Jan Filip Gorzula in 1994. Oorspronkelijk werd de wetenschappelijke naam Metaphryniscus sosae gebruikt.
Metaphryniscus sosai leeft in delen van Zuid-Amerika en komt endemisch voor in Venezuela. De kikker is slechts bekend van een enkele locatie. De biologie en levenswijze van de kikker is nog niet onderzocht. Deze pas in 1994 ontdekte soort is de enige uit het geslacht Metaphryniscus.
Adenomus · 
Altiphrynoides · 
Amazophrynella · 
Anaxyrus · 
Ansonia · 
Atelopus · 
Barbarophryne · 
Blythophryne · 
Bufo · 
Bufoides · 
Bufotes · 
Capensibufo · 
Churamiti · 
Dendrophryniscus · 
Didynamipus · 
Duttaphrynus · 
Epidalea · 
Frostius · 
Ghatophryne · 
Incilius · 
Ingerophrynus · 
Laurentophryne · 
Leptophryne · 
Melanophryniscus · 
Mertensophryne · 
Metaphryniscus · 
Nannophryne · 
Nectophryne · 
Nectophrynoides · 
Nimbaphrynoides · 
Oreophrynella · 
Osornophryne · 
Parapelophryne · 
Pedostibes · 
Pelophryne · 
Peltophryne · 
Phrynoidis · 
Poyntonophrynus · 
Pseudobufo · 
Rentapia · 
Rhaebo · 
Rhinella · 
Sabahphrynus · 
Schismaderma · 
Sclerophrys · 
Strauchbufo · 
Truebella · 
Vandijkophrynus · 
Werneria · 
Wolterstorffina · 
Xanthophryne